# First Abu Dhabi Bank
First Abu Dhabi Bank (FAB) (en árabe بنك أبوظبي الأول) es el mayor banco en los Emiratos Árabes Unidos. Fue formado tras la fusión del First Gulf Bank (FGB) y el National Bank of Abu Dhabi (NBAD).
FAB ofrece soluciones financieras, productos y servicios a través de su Banca Corporativa y de Inversión y franquicias de Banca Personal.
Con sede en el Khalifa Business Park en Abu Dhabi, el banco tiene presencia en cinco continentes: Asia Pacífico (APAC), Europa, América, Oriente Medio y África (EAMEA).

## Historia
El First Abu Dhabi Bank fue formado como resultado de la fusión del FGB y el NBAD. El 3 de julio de 2016, los dos bancos de EAU anunciaron que sus consejos de dirección habían votado por unanimidad recomendar a los accionistas en favor de la fusión de las dos entidades. La tranacción fue aprobada por los respectivos accionistas el 7 de diciembre de 2016. La transacción fue ejecutada mediante el canje de acciones, recibiendo los accionistas el FGB 1,254 acciones del NBAD por cada acción del FGB que poseían. La fusión llevó a la creación del mayor banco de los EAU, el First Abu Dhabi Bank (FAB) en abril de 2017.
El lanzamiento de la nueva marca del FAB combinó las identidades de ‘Abu Dhabi’ y ‘First’ del NBAD y FGB respectivamente, de tal modo que el First Abu Dhabi Bank (FAB) refleja las raíces de ambos bancos en la región. El banco adoptó el acrónimo F.A.B en su logotipo, que también incluye la marca “Awwal” (First), ampliada para representar crecimiento y liderazgo.
En 2019, el banco empezó la expansión internacional con el inicio de operaciones en Arabia Saudita.
En 2019, Qatar presentó una demanda contra tres bancos que estuvieron involucrados en los planes de 2017 de devaluar el riyal catarí. La demanda contra dos bancos, el First Abu Dhabi Bank y el Samba Bank de Arabia Saudita se presentaron en Nueva York, mientras que la demanda contra el banco privado Banque Havilland fue presentada en Londres. En 2023, la Autoridad Financiera multó a la Banque Havilland con £ 10 millones por su involucración en los planes, que también fue remitida a un funcionario del fondo soberano de Abu Dhabi.
El beneficio del banco disminuyó de AED 12.500 millones en 2019 a AED 10.600 millones en 2020.
En enero de 2021, Hana Al Rostamani fue seleccionada como CEO. El beneficio de la compañía según esta fue de US$ 3400 millones en 2021, un 19% superior a la del año anterior.

## Reconocimientos
FAB ha sido situado por Global Finance como el banco más seguro en EAU y Oriente Medio y como el mejor banco en EAU.